# Bissell (equip ciclista)

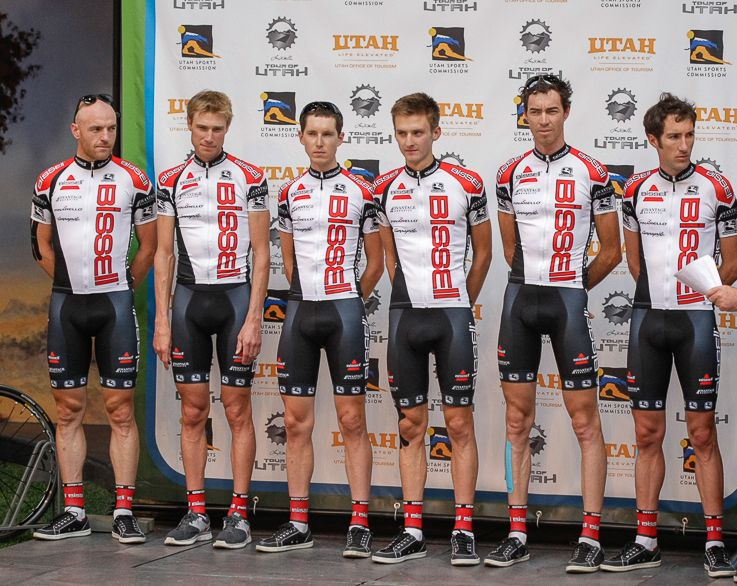
L'equip al 2013

L'equip Bissell (codi UCI: BPC), conegut anteriorment com a Advantage Benefits Endeavour o Priority Health, va ser un equip ciclista professional dels Estats Units de categoria Continental que va competir de 2005 a 2013.
No s'ha de confondre amb el posterior equip Bissell Development.

## Principals victòries
- Chrono champenois: Cameron Wurf (2007)
- Joe Martin Stage Race: Frank Pipp (2011)
- Bucks County Classic: Patrick Bevin (2012)

### Grans Voltes
- Tour de França
  - 0 participacions

- Giro d'Itàlia
  - 0 participacions

- Volta a Espanya
  - 0 participacions

## Classificacions UCI

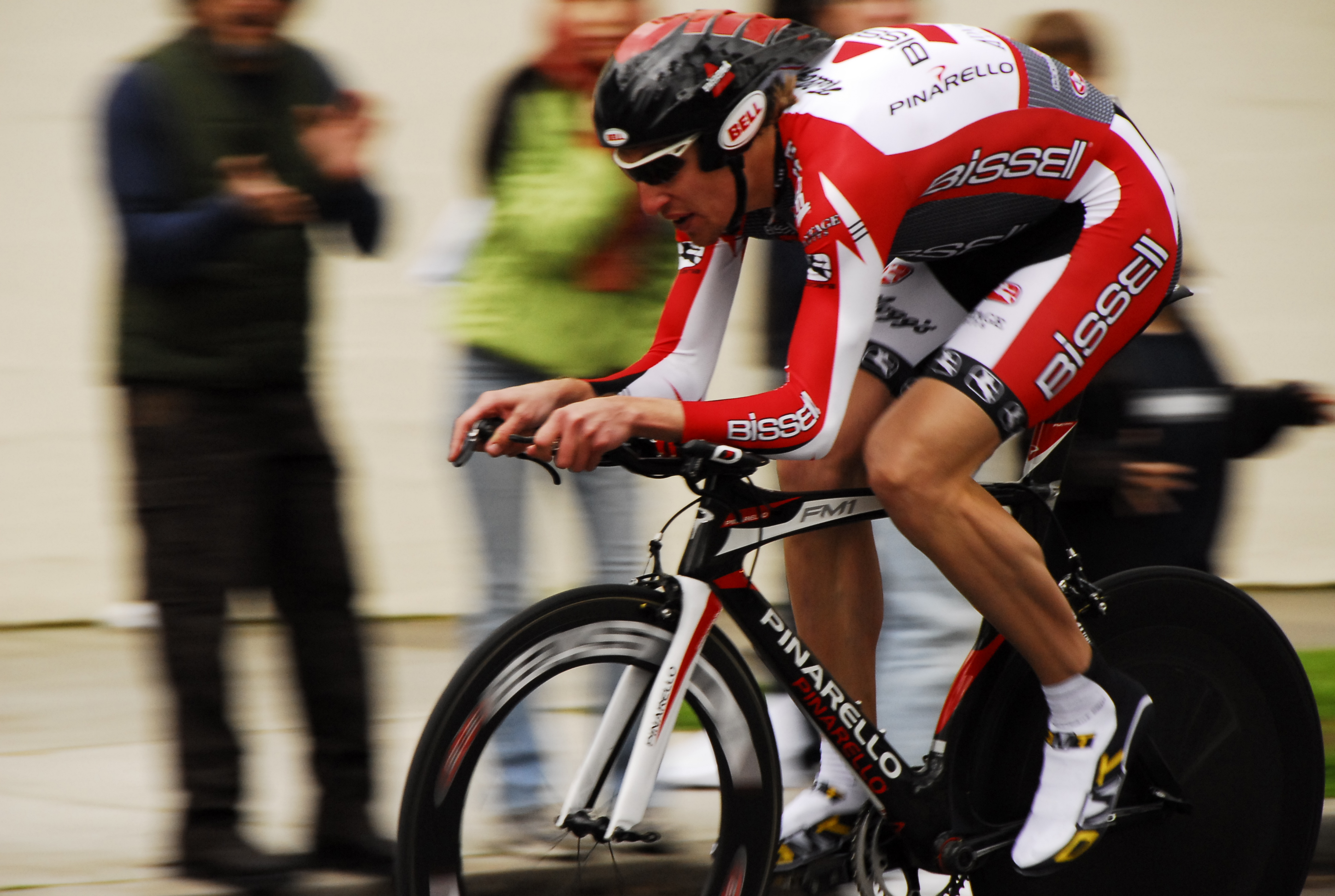
Tom Zirbel al 2009

L'equip participa en les proves dels circuits continentals i principalment en les curses del calendari de l'UCI Amèrica Tour. Aquesta taula presenta les classificacions de l'equip als circuits, així com el seu millor corredor en la classificació individual.
UCI Àfrica Tour
| Temporada | Classificació per equips | Millor ciclista en la classificació individual |
| --------- | ------------------------ | ---------------------------------------------- |
| 2011      | 15è                      | Jay Robert Thomson (81è)                       |

UCI Amèrica Tour
| Temporada | Classificació per equips | Millor ciclista en la classificació individual |
| --------- | ------------------------ | ---------------------------------------------- |
| 2005      | 18è                      | Karl Menzies (122è)                            |
| 2006      | 13è                      | Brent Bookwalter (75è)                         |
| 2007      | 16è                      | Garrett Peltonen (80è)                         |
| 2008      | 20è                      | Ben Jacques-Maynes (106è)                      |
| 2009      | 14è                      | Tom Zirbel (43è)                               |
| 2010      | 20è                      | Frank Pipp (191è)                              |
| 2011      | 11è                      | Frank Pipp (75è)                               |
| 2012      | 15è                      | Patrick Bevin (56è)                            |
| 2013      | 16è                      | Phillip Gaimon (87è)                           |

UCI Europa Tour
| Temporada | Classificació per equips | Millor ciclista en la classificació individual |
| --------- | ------------------------ | ---------------------------------------------- |
| 2007      | 106è                     | Cameron Wurf (420è)                            |
| 2009      | 106è                     | Tom Zirbel (508è)                              |

UCI Oceania Tour
| Temporada | Classificació per equips | Millor ciclista en la classificació individual |
| --------- | ------------------------ | ---------------------------------------------- |
| 2006      | 15è                      | Glen Mitchell (34è)                            |
| 2007      | 9è                       | Cameron Wurf (10è)                             |
| 2008      | 2n                       | Jeremy Vennell (13è)                           |
| 2009      | 9è                       | Jeremy Vennell (7è)                            |
| 2010      | 11è                      | Peter Latham (39è)                             |
| 2012      | 7è                       | Patrick Bevin (11è)                            |
| 2013      | 4t                       | Michael Torckler (10è)                         |